# School of International and Public Affairs (Columbia University)
Vous pouvez aider à l'améliorer ou bien discuter des problèmes sur sa page de discussion.
- Son contenu est rédigé entièrement ou presque à partir d'une seule source. N'hésitez pas à modifier cet article pour améliorer sa vérifiabilité en apportant de nouvelles références dans des notes de bas de page. (Marqué depuis décembre 2024)
- La traduction doit être revue. Le contenu est difficilement compréhensible à cause d’erreurs de traduction, peut-être dues à l’utilisation d’un logiciel de traduction automatique. (Marqué depuis décembre 2024)

- Archive Wikiwix
- Bing
- Cairn
- DuckDuckGo
- E. Universalis
- Gallica
- Google
- G. Books
- G. News
- G. Scholar
- Persée
- Qwant
- (zh) Baidu
- (ru) Yandex
- (wd) trouver des œuvres sur Wikidata

La School of International and Public Affairs (abrégé SIPA) est l'école d'affaires internationales et de politique publique de l'Université Columbia, une université privée de l'Ivy League. Elle est située à Morningside Heights, dans l'arrondissement de Manhattan à New York. 
La SIPA propose des diplômes de Master en affaires internationales, en administration publique, ainsi qu'un programme en formation continue et un programme doctoral en développement durable.
Parmi les anciens élèves de cette prestigieuse école figurent d'anciens chefs d'État, des chefs d'entreprise, des journalistes, des diplomates et des élus. Les étudiants internationaux représentent la moitié de l'effectif total de la SIPA et proviennent de plus de 100 pays différents. Elle compte plus de 70 professeurs à temps plein, dont beaucoup comptent parmi les plus grands spécialistes mondiaux des relations internationales.

## Histoire
La School of International Affairs est créée à Columbia en 1946 pour préparer les dirigeants et les diplomates à la complexité du monde d'après-guerre. Elle décerne à son origine un diplôme de master en affaires internationales.
Elle est organisée en instituts régionaux, couvrant la majorité du globe ainsi que des centres thématiques dédiés à l'économie, la politique énergétique, la gouvernance économique et au développement.
En 1977, un Master of Public Administration est ouvert à Columbia. En 1981, l'école est renommée School of International and Public Affairs.
Le 23 mai 2022, Keren Yarhi-Milo est nommée doyenne de la SIPA.

## Classement
En 2018, le magazine américain Foreign Affairs classe la School of International and Public Affairs à la cinquième position de son classement mondial des master en relations internationales. 

## Personnalités liés à l'établissement

### Étudiants
- Madeleine Albright, ancienne Secrétaire d'État des États-Unis
- Bill de Blasio, ancien maire de New York
- Jose Ramos Horta, Président du Timor Oriental
- Eric Garcetti, ancien maire de Los Angeles
- Deborah Lee James, ancienne Secrétaire à la Force aérienne des États-Unis
- Letitia James, Procureure générale de l'État de New York
- Karine Jean-Pierre, porte-parole de la Maison Blanche
- Roula Khalaf, rédactrice en chef du Financial Times
- Santiago Peña, Président du Paraguay
- James Rubin, ancien porte-parole du Département d'État des États-Unis
- Salim Ahmed Salim, ancien Premier ministre de Tanzanie
- Elissa Slotkin, sénatrice des États-Unis
- Mosia de Nthabiseng, entrepreneure en énergies renouvelable en Sierra Leone

### Professeurs
- John Battelle, entrepreneur et fondateur de Wired
- Ian Bremmer, politologue et fondateur de l'Eurasia Group
- Mauricio Cárdenas Santamaría, ancien ministre des Finances de Colombie
- Hillary Clinton, ancienne Secrétaire d'État des États-Unis
- Michael Doyle, chercheur en relations internationales
- Geoffrey Heal, économiste
- Christopher Hill, diplomate
- Michael Nutter, ancien maire de Philadelphie
- Mary Robinson, ancienne Présidente de l'Irlande
- Gary Sick, expert de l'Iran
- Joseph Stiglitz, économiste